# Paul Oskar Kristeller
Paul Oskar Kristeller (22. května 1905, Berlín – 7. července 1999, New York, USA) byl americký historik německého původu, jeden z největších znalců a autorit v oblasti renesanční filosofie a autor významných spisů týkajících se renesančních děl. Napsal více než 200 knih a článků, získal mnohá ocenění v Evropě a USA.

## Životopis

### Rodina
Narodil se v Berlíně v roce 1905 v bohaté německé židovské rodině. Dobré postavení rodiny mu sice umožnilo studium na kvalitních univerzitách, ale po nástupu nacismu byl jako Žid donucen opustit svou zem a působit na území jiných států.Co se týká jeho rodičů, tak otce, který zemřel na infarkt, nikdy nepoznal. Matka se po jeho smrti vdala za ředitele továrny Heinricha Kristellera, se kterým měl P. O. Kristeller dobré vztahy. Heinrich Kristeller ho také mimo jiné podporoval při jeho studiích a měl na něj dobrý výchovný vliv. Co se týká vlastního soukromého života P. O. Kristellera, tak do manželského svazku vstoupil jednou a to v roce 1939 s Němkou působící v USA – Edith Lind Lewinnek.

### Studia

#### Německo
Svá studia začal úspěšně v roce 1914 na vyhlášeném Mommsenově gymnáziu v rodném Berlíně, kde získal mnoho znalostí v oblasti klasických autorů filosofie. V roce 1923 pokračoval ve vysokoškolském studiu nejprve v Německu, později v Itálii a nakonec přesídlil do Spojených států. V Německu studoval filosofii a klasickou filologii v Heidelbergu, kde svá studia uzavřel prací o Plótínovi a kde také navštěvoval přednášky Edmunda Husserla a Karla Jasperse. Následovala studia ve Freiburgu. Letní semestr 1926 strávil v Marburgu, kde navštěvoval přednášky Martina Heideggera, u něhož také později psal svou habilitační práci.

#### Itálie
Po nástupu nacismu 1933 skončila léta úspěšného vzdělávání na německých universitách. Odešel do Itálie, kde získal podporu od Giovanniho Gentile, bývalého ministra školství, který mu pomohl získat místo na Scuola normale Superiore v Pise, která byla považována za jednu z nejelitnějších univerzit v Itálii. V Pise vzrostl jeho zájem o renesanční filosofii a publikoval zde první ze svých prací: Supplementum Ficinianum: Marsilii Ficini Philosophi Platonici Opuscula Inedita et Dispersa (1937) a monografii The philosophy of Marsilio Ficino (1943). I přes svou úspěšnou činnost na univerzitě v Pise byl Paul Oskar Kristeller po zavedení Mussolinových rasistických zákonů donucen opět změnit své působiště. Za pomoci Giovanniho Gentila se mu podařilo získat post na univerzitě Yale v USA.

#### Spojené státy americké
1939 odešel do Spojených států. V USA nejdříve krátce přednášel na univerzitě Yale a poté na Columbijské univerzitě, kde působil mezi lety 1939 a 1976. Během své badatelské činnosti na Columbijské univerzitě se mimo jiné zabýval Aristotelem, renesančním aristotelismem a scholastikou, kdy toto zkoumání završil v roce 1955 vydáním publikace Klasikové renesančního myšlení (The Classics of Renaissance Thought), 1961 pak následně vydáním publikace Renaissance Thought: the classic, scholastic, and humanist strains. V roce 1965 publikoval Iter Italicum, které lze považovat za jeho klíčovou práci. V této práci došel P.O. Kristeller k mnoha významným poznatkům získaných z primárních zdrojů, objevu některých renesančních rukopisů a jejich zkoumání.
Během svého působení v USA se stal také součástí různých uskupení a zájmových skupin souvisejících s renesančním myšlením jako Renaissance society of USA, Catalogus Translationum et Commentariorum nebo prezidentem Medieval academy.
Svá díla vydával v podobě monografií, přednáškových cyklů např.: Renesanční koncepce člověka (Renaissance Concepts of Man) anebo časopisecky ve vydáních těchto časopisů Studies in the Renaissance, Journal of the History of Philosophy anebo Journal of the Philosophy.
Zemřel ve svém Manhattanském domě v New Yorku v úctyhodném věku 94 let.

## Vlivy významných filosofů na jeho práci
Kristellerův zájem o renesanční filosofii byl do značné míry ovlivněn kontakty s významnými filosofy jakými byli Edmund Husserl, Karl Jaspers, Heinrich Rickert anebo Martin Heidegger. Přednášky fenomenologa Edmunda Husserla, které ho příliš nezaujaly, navštěvoval v době svého studia ve Freiburgu, s Karlem Jasperesem a jeho existencialismem se dostal do kontaktu v době svého pobytu v Heidelberku. Největší vliv na něj však měly návštěvy přednášek Heideggerových v době studií v Marburgu a pozdější psaní habilitační práce týkající se problematiky filosofie Marsilia Ficina u Heideggera na univerzitě ve Freiburgu.

## Zájem o renesanční filosofii
Ve svých pracích se zabývá vztahem renesančního a středověkého myšlení, scholastikou, Aristotelem, humanismem, renesanční filosofií a jejími nejvýznamnějšími představiteli jako Francesco Petrarca, Lorenzo Valla, Marsilio Ficino, Giovanni Pico della Mirandola, Pietro Pomponazzi anebo Francesco Patrizi.

## Osm filosofů italské renesance
Jedna z publikací P.O. Kristellera vydaná nejprve v roce 1964, později roku 1986 vyšla její doplněná německá verze. Tato publikace je shrnutím Kristellerovy celoživotní badatelské činnosti, jelikož jako jedna z mála knih týkajících se obecně renesančních myslitelů, je dostupná i těm, kteří se filosofií příliš nezabývají. Tato publikace je jakýmsi exkurzem do italské renesanční filosofie a shrnutím myšlenek významných renesančních filosofů. V publikaci se objevuje osm nejvýznamnějších myslitelů: Francesco Petrarca, Lorenzo Valla, Marsilio Ficino, Giovanni Pico della Mirandola, Pietro Pomponazzi, Bernardino Telesio, Francesco Patrizi a Giordano Bruno. Publikace vyšla jako shrnutí přednáškového cyklu P.O. Kristellera ze Stanfordovy univerzity.

## Seznam publikací

### Monografie
- Supplementum Ficinianum: Marsilii Ficini Philosophi Platonici Opuscula Inedita et Dispersa (1937)
- The philosophy of Marsilio Ficino (1943)

### Spisy
- Iter Italicum 1965
- Catalogus Translationum et Commentariorum 1960,1971
- Latin Maniscript Books before 1600,1960
- The Renaissance philosophy of Man. Petrarca, Valla, Ficino, Pico, Pomponazzi, Vives(1948) (Renesanční filosofie člověka.Petrarca, Valla, Ficino, Pico, Pomponazzi, Vives)
- Studies in Renaissance Thought and Letters (1956) (Studie o renesančním myšlení a literatuře)
- Renaissance Thought and Its sources (1979) (Renesanční myšlení a jeho zdroje)

### Vydání přednáškových cyklů
- The Classics of Renaissance Thought (1955) (Klasikové renesančního myšlení)
- Renaissance Philosophy and the Medieval Tradition (1966) (Renesanční myšlení a středověká tradice)
- Le Thomisme et la penseé Italienne de la Renaissance (1967) (Tomismus a italské renesanční myšlení)
- Renaissance Concepts od Man (1972) (Renesanční koncepce člověka)
- Eight Philosophers of the Italian Renaissance (1964) (Osm filosofů italské renesance)

### Časopisy, do kterých přispíval svými články
- Studies in the Renaissance
- Journal of the History of Philosophy
- Journal of the Philosophy